# Joseph T. McNarney

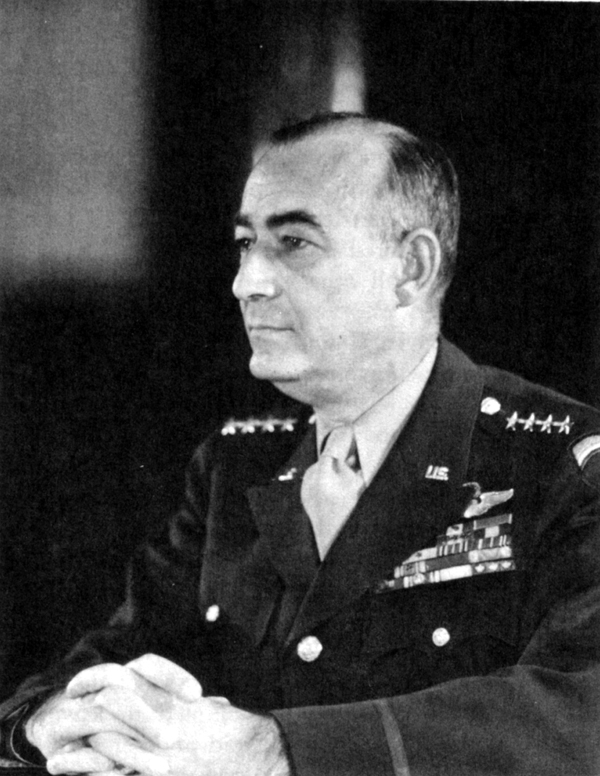
Joseph T. McNarney

Joseph Taggart McNarney (* 28. August 1893 in Emporium (Pennsylvania); † 1. Februar 1972 in La Jolla) war ein hochrangiger Offizier der Vereinigten Staaten. Zeitweise war er stellvertretender Generalstabschef im Kriegsministerium und stellvertretender alliierter Oberkommandierender in Italien. Zwischen November 1945 und Januar 1947 war er amerikanischer Oberkommandierender in Europa und Militärgouverneur der amerikanischen Besatzungszone in Deutschland. Später wechselte er als Präsident von Convair in die Luftfahrtindustrie.

## Leben
McNarney war Sohn eines Staatsanwaltes. Die Mutter war aktiv in der christlichen Abstinenzbewegung. Nach dem Abschluss der Militärakademie West Point 1915 wurde er Offizier. Zunächst bei der Infanterie, wechselte er 1915 zur Nachrichtentruppe. Aus dieser ging später der United States Army Air Service hervor und McNamey gehörte zu den ersten 30 Piloten. Im Jahr 1917 heiratete er und wurde mit dem amerikanischen Expeditionskorps auf den europäischen Kriegsschauplatz entsandt. Dort diente er aktiv als Pilot vorwiegend bei Beobachtungseinheiten. Als solcher war er bei einer Reihe von militärischen Operationen beteiligt. Zuletzt hatte er den Rang eines Oberstleutnants inne. Er blieb bis 1919 in Frankreich und schrieb ein Handbuch über die Luftaufklärung. 
Danach kehrte McNarney in die USA zurück. Zurückgestuft zum Hauptmann, war er bei der Pilotenausbildung tätig und absolvierte mit Erfolg die Ausbildung zum Generalstabsoffizier. Er diente unter anderem in der Geheimdienstabteilung des Generalstabes des Kriegsministeriums. McNarney kommandierte 1930 eine Pilotenschule und später Bombereinheiten. Zwischen 1933 und 1935 war er Ausbilder am Army War College in Washington. Danach baute er auf Langley Field, Virginia, das neue Hauptquartier des United States Army Air Corps mit auf. 
Kurz vor Beginn des Zweiten Weltkrieges wurde McNarney Leiter der Abteilung für Kriegsplanung im Generalstab des Kriegsministeriums. Ein Jahr später wurde er zum Oberst ernannt. Kurze Zeit später war er Mitglied im amerikanisch-kanadischen Verteidigungsausschuss. Im selben Jahr wurde er zum Brigadegeneral befördert. Als Sonderbeobachter wurde er im Mai 1941 nach London entsandt. Nach dem Überfall der Japaner auf Pearl Harbour gehörte er der Roberts-Kommission an, die dieses Ereignis untersuchte. Im Januar 1942 wurde er zum Generalmajor ernannt und wurde Mitglied einer Kommission, die das War Department nach Kriegseintritt der Vereinigten Staaten neu organisieren sollte. Im Rang eines Generalleutnants wurde er im März 1942 zum stellvertretenden Generalstabschef der U.S. Army ernannt. Dabei unterstellte er unter anderem Pläne zur Bekämpfung von U-Booten, wofür wurden besondere Bombereinheiten aufgestellt wurden. Ab Oktober 1944 war McNarney Stellvertreter des britischen Feldmarschalls Harold Alexander beim alliierten Oberkommando in Italien und zugleich Oberbefehlshaber der US-Truppen im Kriegsschauplatz Mittelmeerraum. Im März 1945 wurde er zum General befördert. 
Nachdem Dwight D. Eisenhower zum Generalstabschef ernannt wurde, übernahm McNarney im November 1945 dessen Position als Befehlshaber der amerikanischen Truppen in Europa. Gleichzeitig war er Militärgouverneur der amerikanischen Besatzungszone in Deutschland. Damit war er auch amerikanischer Vertreter im Alliierten Kontrollrat. 
Ab März 1947 war McNarney leitender Delegierter seines Landes im Militärausschuss der UNO. Danach hatte er leitende Positionen in der militärischen Materialbeschaffung und weitere Positionen inne. Im Januar 1952 trat er im Rang eines Generals der Luftwaffe in den Ruhestand. 
Er wechselte in die Privatwirtschaft und wurde Präsident der Consolidated Vultee Aircraft Corp. (Convair) und Präsident von General Dynamics Convair Division, nachdem Convair 1954 mit der General Dynamics verschmolzen war. Im Jahr 1958 schied er aus der Firmenleitung aus, stand aber bis zu seinem Tod weiter in enger Verbindung mit dem Unternehmen.
McNarney war Träger zahlreicher aus- und inländischer Orden und Ehrenzeichen.